# Centre d'archives de Terre Blanche
Inauguré le 24 septembre 2010, le Centre d'archives de Terre Blanche, situé à Hérimoncourt (Doubs), abrite une collection exceptionnelle de documents anciens retraçant 200 ans de l'histoire industrielle de PSA, de ses hommes et des différentes sociétés qui la composent (de Peugeot à Panhard, en passant par Citroën et Talbot, ou encore les cycles, les outillages et autres activités de transport et de services).

## Historique

### Dates importantes
- 1833 : création de l'usine de Terre Blanche consacrée à la fabrication d’outillage à main en acier et à l’usinage des éléments en bois
- 1844 : lancement de la production de moulins à café
- 1889 : l’usine compte 900 employés et produit de l’outillage mécanique
- 1931 : lancement des premiers outillages électriques
- 1960 : durant les années 60, Peugeot démocratise l’outillage électrique professionnel avec ses perceuses, ponceuses ou scies circulaires
- 1998 : Peugeot Outillage Electrique (POE) devient Fabrication d’Outillage Electrique (FOE) qui cesse son activité en 2001, entraînant la fermeture de Terre Blanche
- 2005 : Pierre Peugeot, alors président du conseil de surveillance de PSA Peugeot Citroën, décide de la création du centre d'archives du Groupe sur le site historique de Terre Blanche
- 2010 : inauguration du Centre d'archives de Terre Blanche.
- 2015: Depuis juillet, le centre d'archives de Terre Banche est une composante de l’association, l’Aventure Peugeot Citroën DS [2]regroupe au sein d’une même structure, les entités de sauvegarde des marques automobiles du groupe PSA et deux entités patrimoniales qui sont la CAPPY[3] et le centre d'archives.
- 2018: Lancement d'un projet de regroupement du conservatoire Citroën, de la CAAPY et du centre d'archives de Terre Blanche. Ces activités seront relocalisées dans l'usine PSA de Poissy (Bât D5) avec la création d'un musée[4].

## Missions
- Renforcer et encourager les activités d’intérêt général liées à l’essor des industries métallurgiques et mécaniques et à l’histoire de l’automobile que le Groupe PSA a contribué à développer depuis plus de 200 ans en France et à l’étranger.
- Valoriser le patrimoine historique du groupe dans une perspective scientifique, éducative, sociale, culturelle et artistique et ce, avec la volonté de défendre et promouvoir l’industrie.

## Activités
- Collecter les archives sur site et recueillir les versements, dépôts et dons.
- Trier et classer les fonds
- Rédiger des inventaires.
- Conserver les supports dans des locaux adaptés.
- Numériser les documents.
- Accueillir les chercheurs : une salle de lecture et d’exposition de 800 m2 équipée d’ordinateurs est mise à leur disposition.

## Le centre en quelques chiffres
| Type                      | Volume                 |
| ------------------------- | ---------------------- |
| Archives écrites          | 4 kilomètres linéaires |
| Affiches                  | 13 500                 |
| Plans techniques          | 220 000                |
| Photographies ou négatifs | 1 800 000              |
| Plaques de verre          | 10 000                 |

## Événements
En 2012, et pour la première fois, le centre d'archives participe aux Journées européennes du patrimoine les 15 et 16 septembre,.